# Benedetto da Urbino
Benedetto da Urbino, al secolo Marco Passionei (Urbino, 13 settembre 1560 – Fossombrone, 30 aprile 1625), è stato un presbitero e predicatore italiano appartenente all'Ordine dei frati minori cappuccini, beatificato da papa Pio IX nel 1867.

## Biografia
Di nobile famiglia, studiò filosofia e legge presso le università di Perugia e Padova e, in seguito, entrò al servizio del cardinale Giovanni Gerolamo Albani.
Decise poi di entrare tra i frati minori cappuccini del convento di Fossombrone, ma per le resistenze della famiglia riuscì a prendere l'abito solo nel 1584 a Fano.
Affiancò Lorenzo da Brindisi nelle sue missioni tra i protestanti in Austria e Boemia.
Caduto malato mentre predicava a Sassocorvaro, si ritirò a Fossombrone, dove morì nel 1625.

## Culto
Fu beatificato da papa Pio IX il 10 febbraio 1867.
Il suo elogio si legge nel Martirologio romano al 30 aprile: